# Siemens Healthineers
Siemens Healthineers est une entreprise allemande spécialisée dans le matériel médical. Elle est issue de la branche dédiée dans le matériel médical de Siemens.

## Histoire
En mars 2018, Siemens introduit en bourse une participation de 15 % dans ses activités médicales sous le nom de Siemens Healthineers, pour 4,2 milliards d'euros, valorisant l'ensemble de ses activités à environ 28 milliards d'euros.
En août 2019, Siemens Healthineers annonce l'acquisition de Corindus Vascular Robotics, entreprise d'environ 100 personnes, spécialisée dans les robots mini-invasifs, pour 1,1 milliard de dollars.
En août 2020, Siemens Healthineers annonce l'acquisition de Varian Medical Systems pour 16,4 milliards de dollars.